# Isdalsegga
Isdalsegga (norwegisch für Eistalgrat) ist ein felsiger Gebirgskamm im ostantarktischen Königin-Maud-Land. Er ragt in der Südlichen Petermannkette des Wohlthatmassivs auf und bildet dort die Ostwand des Isdalen. Die Pineginspitze stellt die höchste Erhebung des Kamms dar.
Entdeckt und anhand von Luftaufnahmen kartiert wurde die Formation bei der Deutschen Antarktischen Expedition 1938/39 unter der Leitung des Polarforschers Alfred Ritscher. Eine neuerliche Kartierung anhand eigener Luftaufnahmen und Vermessungen sowie die Benennung erfolgten bei der Dritten Norwegischen Antarktisexpedition (1956–1960).